# 先諾
先諾（羅馬化：Sianno）是白俄罗斯維捷布斯克州先諾區内的城市及该区的行政中心。該市位於州府維捷布斯克西南58公里，2010年人口8,000。第二次世界大戰期間，納粹德國在1941年7月6日至1944年6月25日佔領。